# Daphnella euphrosyne
Daphnella euphrosyne é uma espécie de gastrópode do gênero Daphnella, pertencente à família Raphitomidae.